# Cerkiew Opieki Matki Bożej w Odrynkach
Cerkiew pod wezwaniem Opieki Matki Bożej – cerkiew prawosławna na terenie skitu Świętych Antoniego i Teodozjusza Pieczerskich w Odrynkach.

## Historia
Świątynia została zbudowana w 2013 r., poświęcona 19 maja tego samego roku przez metropolitę warszawskiego i całej Polski Sawę. Wyposażenie cerkwi wykonano w pracowni Braci Amanatidis w Salonikach.
1 grudnia 2016 r. w cerkwi wybuchł pożar, w wyniku którego zniszczeniu uległo niemal całe wyposażenie świątyni.

## Architektura
Budowla drewniana, trójdzielna. Nad przedsionkiem znajduje się dzwonnica zwieńczona kopułą. Nawę, zbudowaną na planie kwadratu, pokrywa dach namiotowy zwieńczony czworoboczną wieżyczką z kopułą. Prezbiterium (również zwieńczone kopułą) jest mniejsze od nawy, zamknięte prostokątnie, z dwoma bocznymi aneksami. Wewnątrz znajduje się współczesny ikonostas.

## Galeria

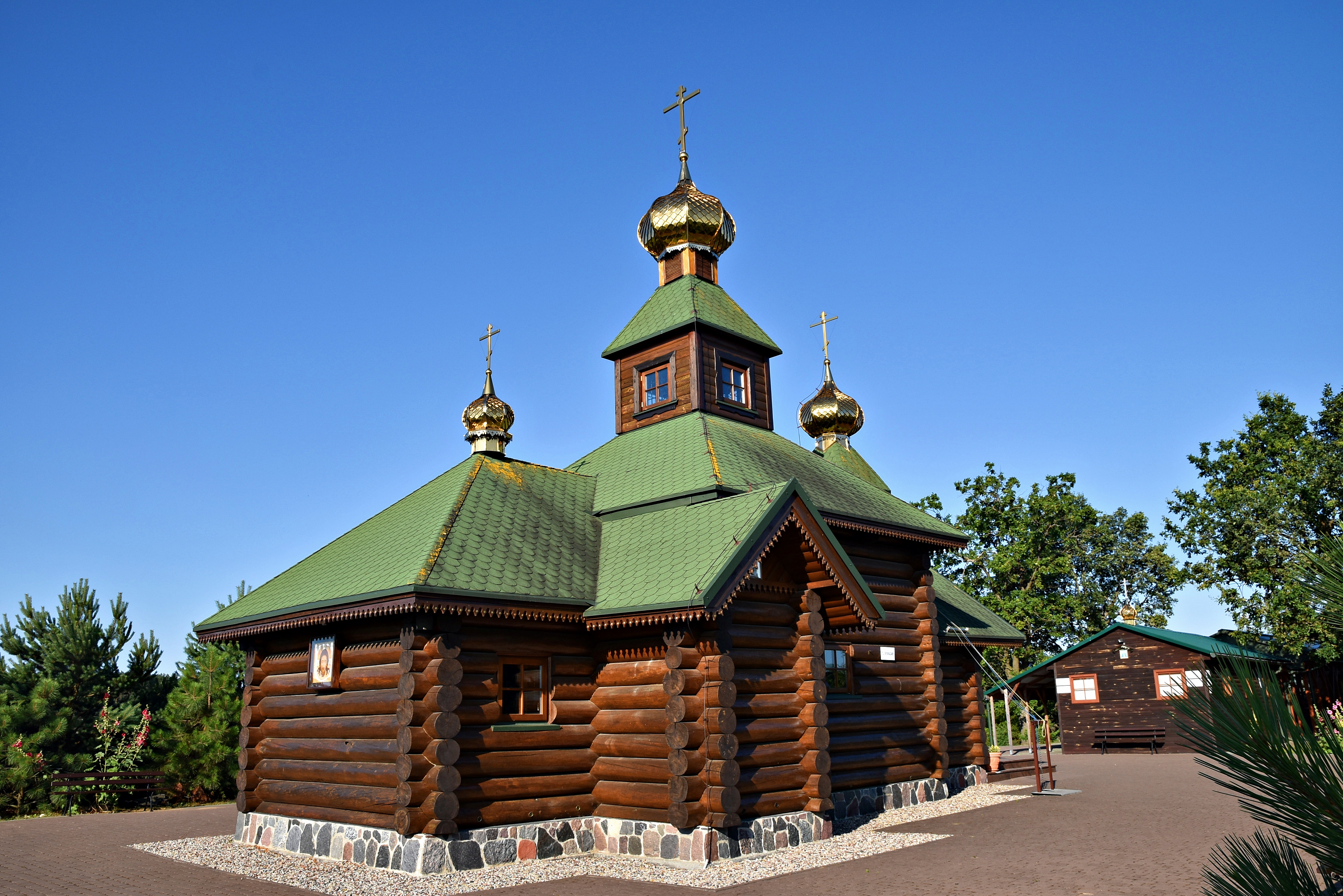
Widok od północnego wschodu (2019)
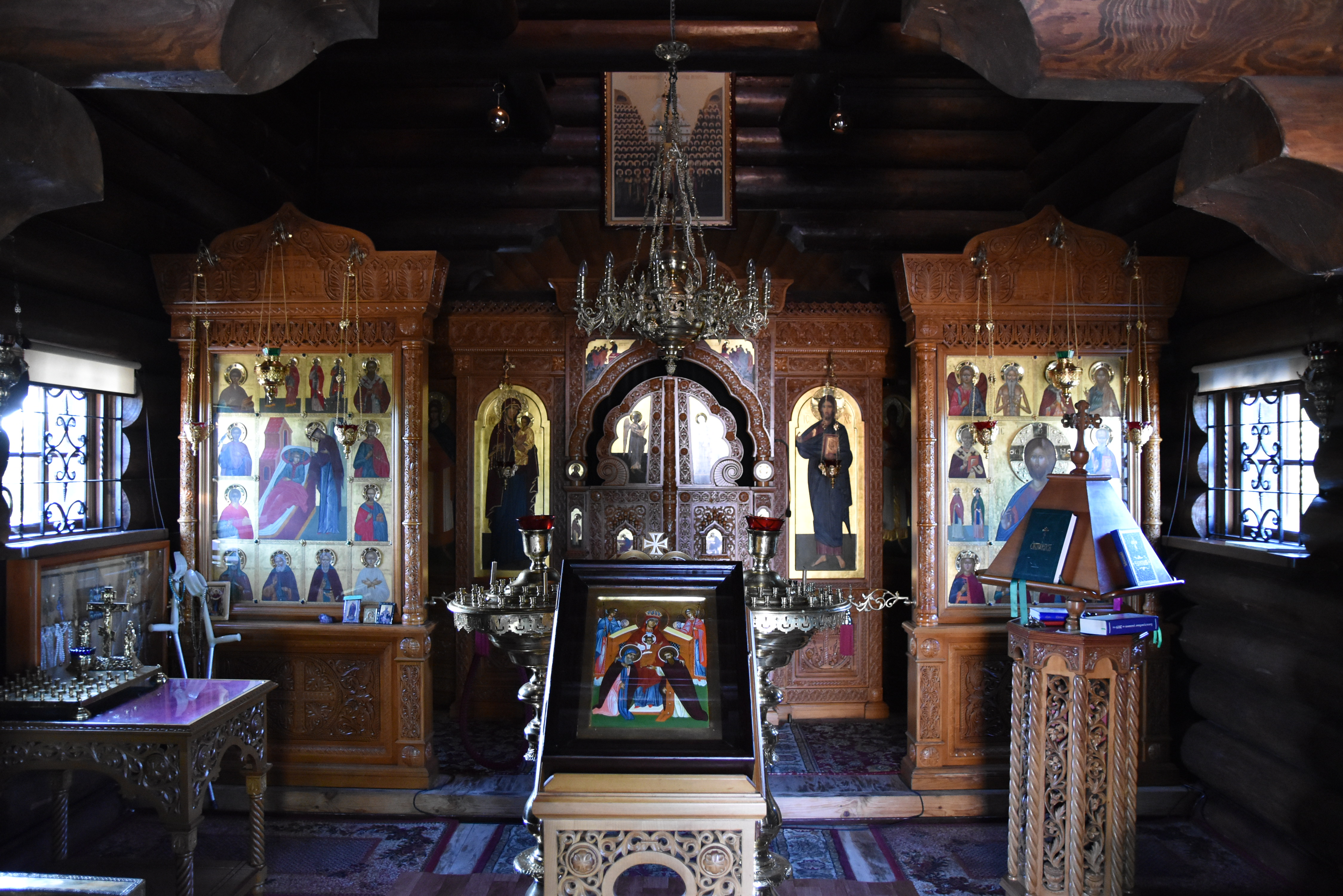
Wnętrze cerkwi (2019)
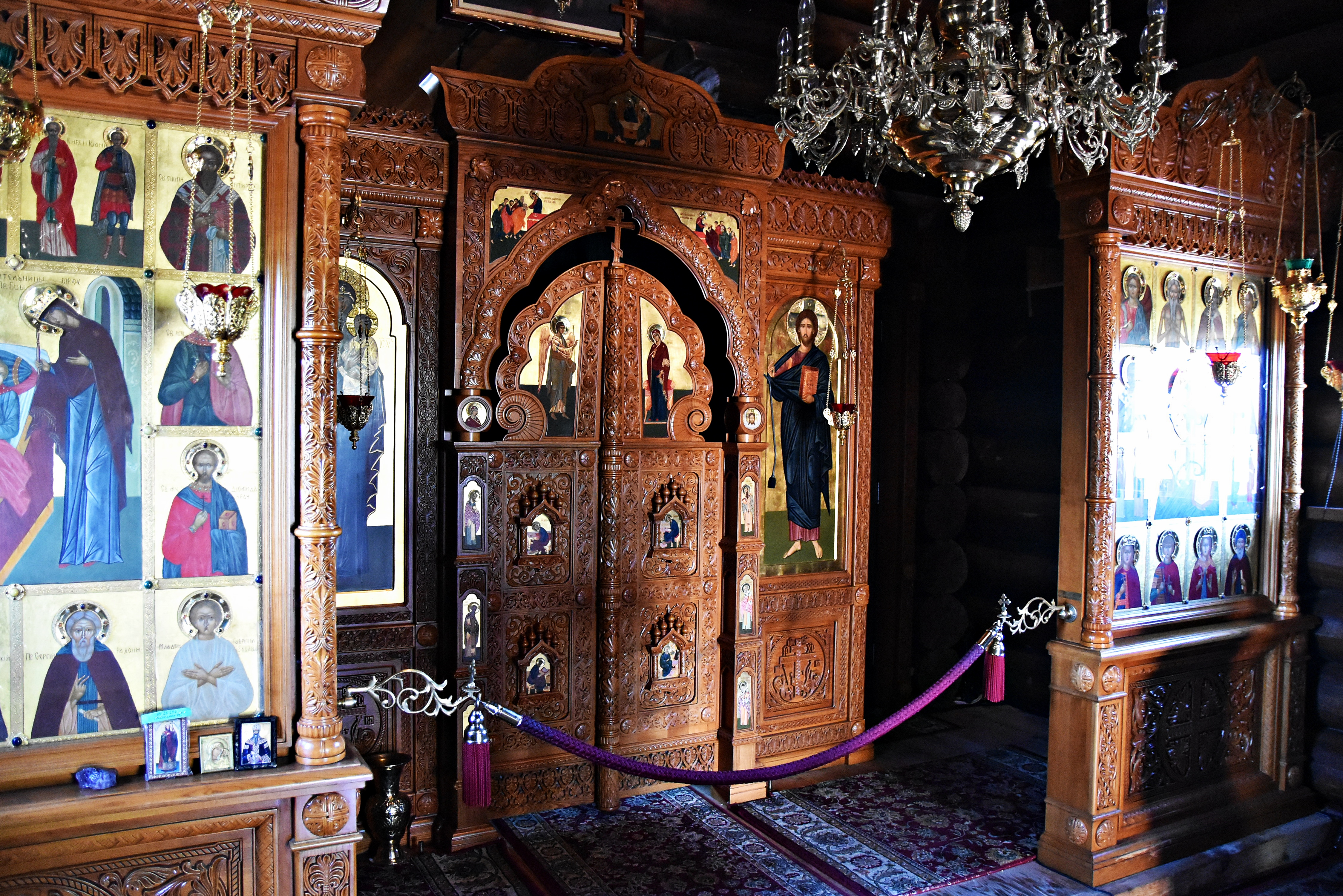
Ikonostas (2019)